# Domaňovce
Domaňovce (in ungherese Dománfalva, in tedesco Gross-Tomsdorf) è un comune della Slovacchia facente parte del distretto di Levoča, nella regione di Prešov.

## Storia
Fu menzionato per la prima volta nelle cronache storiche nel 1258.